# Michiel van Kempen
Michaël Henricus Gertrudis van Kempen (Oirschot, 4 aprile 1957) è uno scrittore, storico e critico letterario olandese, autore di saggi sui Caraibi olandesi e di lingua olandese (Suriname, Antille olandesi, Aruba).

## Biografia
Van Kempen nasce a Oirschot, nel Brabante Settentrionale. Dopo gli studi secondari a Eindhoven, studia olandese all'Università di Nimega; il 5 giugno 2002 prende il Ph.D. all'Università di Amsterdam col quinto volume Een geschiedenis van de Surinaamse literatuur (Storia della letteratura del Suriname), pubblicato in due volumi nel 2003. In 1400 pagine narra la storia orale e letteraria del Suriname.
Per anni Van Kempen è stato insegnante di olandese a Nimega (1980-1982) e a Paramaribo, capitale del Suriname (1983-1987). Nel Suriname ha anche lavorato e insegnato la critica letteraria e la scrittura creativa all'Academie voor Hoger Kunst- en Cultuuronderwijs, nonché coordinatore della Sezione letteraria del Ministrero dell'Educazione e della Cultura.

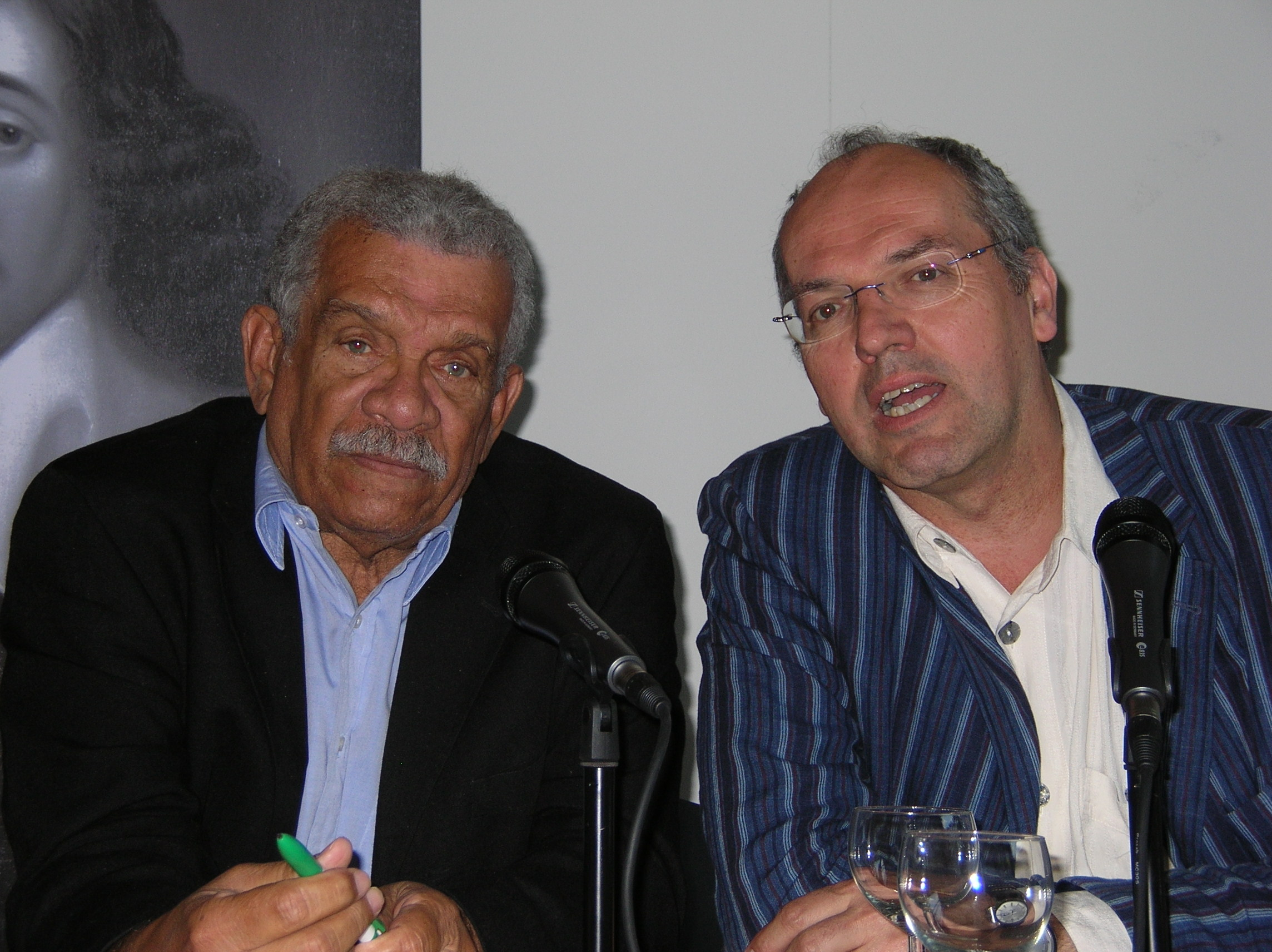
Van Kempen e Derek Walcott (Premio Nobel 1992), in 2008

Dal 1991 al 1995 ha coordinato il Suriname-project alla University Library of Amsterdam (risultante nel Suriname-catalogue, contenente approssimati 8000 voci) e dal 1994 al 1998 anche come ricercatore scientifico dell'Università di Amsterdam. Fa conferenze in giro per le maggiori università Europee e mondiali. È consulente per i festival, case editrici.
Dal 1º settembre 2006 Van Kempen è professore con nomina speciale in letteratura caraibica di lingua olandese all'Università di Amsterdam.

## Opere

### Prosa
- Windstreken. De Volksboekwinkel, Amsterdam 1992. (short stories)
- Bijlmer, oh Bijlmer! Wilfred du Bois & Margriet Walinga, Amsterdam 1993. (short stories)
- Ik ben Nalini en ik ben een buitenbeentje. Kennedy Stichting, Paramaribo 1993.(short story)
- Plantage Lankmoedigheid; roman. In de Knipscheer, Haarlem 1997. (novel)
- Het Nirwana is een lege trein: reisverhalen over India. In de Knipscheer, Amsterdam 2000. (travel story)
- Pakistaanse nacht en andere verhalen. In de Knipscheer, Haarlem 2002. (short stories)
- Vluchtwegen; roman. De Geus, Breda 2006. (novel)

### Prosa sotto pseudonimi
- Mani Sapotille, Het tweede gezicht. De Volksboekwinkel, Paramaribo 1985. (youth literature)
- Winston Leeflang, Landmeten. In de Knipscheer, Amsterdam 1992. (short stories)
- Winston Leeflang, Heer Slaapslurf. Lees Mee, Paramaribo 1993. (children's book)

### Poesia
- Wat geen teken is maar leeft. In de Knipscheer, Haarlem 2012.

### Critica letteraria
- De knuppel in het doksenhok. De Volksboekwinkel, Paramaribo 1987. (essay)
- De Surinaamse Literatuur 1970-1985, een documentatie. De Volksboekwinkel, Paramaribo 1987.
- Surinaamse schrijvers en dichters. De Arbeiderspers, Amsterdam 1989.
- Woorden die diep wortelen. Fotografie: Michel Szulc-Krzyzanowski. Teksten: Michiel van Kempen. Voetnoot, Amsterdam 1992. (English translation: Deep-rooted words. Photography: Michel Szulc-Krzyzanowski. Texts: Michiel van Kempen. Translation: Sam Garrett. Voetnoot, Amsterdam 1992.)
- De geest van Waraku; kritieken over Surinaamse literatuur. Zuid, Haarlem/Brussel 1993. (literary reviews)
- Woorden op de westenwind. Fotografie: Michel Szulc-Krzyzanowski. Teksten: Michiel van Kempen. In de Knipscheer, Amsterdam 1994.
- Suriname verbeeld. Amsterdam: Vrienden van de Universiteitsbibliotheek, 1995. (essay)
- Suriname-Catalogus van de Universiteitsbibliotheek van Amsterdam. Samengesteld door Kees van Doorne en Michiel van Kempen. Universiteitsbibliotheek van Amsterdam, Amsterdam 1995.
- Kijk vreesloos in de spiegel; Albert Helman 1903-1996. In de Knipscheer, Haarlem 1998. (essays)
- Tussenfiguren; schrijvers tussen de culturen. Edited with Elisabeth Leijnse. Het Spinhuis, Amsterdam 1998; aangevulde herdruk 2001. (essays)
- Tussen droom en werkelijkheid: een keuze uit de literaire pagina van de Ware Tijd. Okopipi, Paramaribo 2001. (essays, with others)
- Wandelaar onder de palmen; opstellen over koloniale en postkoloniale literatuur en cultuur; opgedragen aan Bert Paasman. Edited with Piet Verkruijsse and Adrienne Zuiderweg. KITLV, Leiden 2004. (Boekerij 'Oost en West'.)
- Een geschiedenis van de Surinaamse literatuur. Okopipi, Paramaribo 2002. (Ph.D.-thesis; 5 vols.)
- Een geschiedenis van de Surinaamse literatuur. De Geus, Breda 2003. (commercial edition of the Ph.D.-thesis in 2 vols.)
- Welcome to the Caribbean, darling! De toeristenblik in teksten uit de (voormalige) Nederlandse West. Vossiuspers UvA, Amsterdam 2007. (inaugural lecture)

### Saggio
- Cityscapes + birdmen. Photography Jacquie Maria Wessels. Text Michiel van Kempen. Voetnoot, Antwerpen 2010.

### Antologie
- Helias achterna. Dekker & Van de Vegt, Nijmegen 1984. (history of the literature in Nijmegen, edited with Margreet Janssen Reinen)
- Nieuwe Surinaamse Verhalen. De Volksboekwinkel, Paramaribo 1986.
- Verhalen van Surinaamse schrijvers. De Arbeiderspers, Amsterdam 1989.
- Hoor die tori! Surinaamse vertellingen. In de Knipscheer, Amsterdam 1990.
- Ander geluid. Nederlandstalige literatuur uit Suriname. Ed. Jos de Roo in cooperation with Michiel van Kempen and F. Steegh. Coördinaat Minderheden Studies Rijksuniversiteit Leiden, Leiden 1991.
- Michaël Slory, Ik zal zingen om de zon te laten opkomen. In de Knipscheer, Amsterdam 1991.
- Het Verhaal Aarde. Bridges Books/Novib, Den Haag/Amsterdam 1992.
- Sirito. Vertellingen van Surinaamse bodem. Kennedy-stichting, Paramaribo 1993.
- Privé Domein van de Surinaamse letteren; Het Surinaamse literatuurbedrijf in egodocumenten en verspreide teksten. Surinaams Museum, Paramaribo 1993.
- Albert Helman, Adyosi/Afscheid. Stichting IBS, Nijmegen 1994. (text edition)
- Spiegel van de Surinaamse poëzie. Bijeengebracht, van een inleiding en aantekeningen voorzien door Michiel van Kempen. Meulenhoff, Amsterdam 1995.
- Eeuwig Eldorado. Boekenweekmagazine 1996. CPNB, Amsterdam 1996. (ed. with others)
- Vrijpostige kwatrijnen: een huldebundel voor Hugo Pos. In de Knipscheer, Haarlem 1998.
- Cándani, Zal ik terugkeren als je bruid. Amsterdam 1999.
- Mama Sranan: twee eeuwen Surinaamse verhaalkunst. Contact, Amsterdam 1999, herdruk 2002.
- Michaël Slory, In de straten en in de bladeren. Paramaribo 2000.
- Een geparkeerde kameel: gedichten van Kamil Aydemir e.a. Dunya, Rotterdam 2002.
- Bernardo Ashetu, Marcel en andere gedichten. Okopipi, Paramaribo 2002.
- Het dolpension van de hemel. Dunya Poëzieprijs 2002. Bekroonde gedichten en ander werk van de prijswinnaars. Martijn Benders [e.a.]. Bèta Imaginations/Stichting Dunya, Rotterdam 2003. (Dromologya 12.)
- Septentrion, 33 (2004), no. 1, 1er trimestre. (introduction and texts)
- Literatuur & maatschappij. [Special issue of] Oso, tijdschrift voor Surinamistiek, 23 (2004), nr. 1, mei. (ed. with Peter Meel)
- Noordoostpassanten; 400 jaar Nederlandse verhaalkunst over Suriname, de Nederlandse Antillen en Aruba. Samengesteld, ingeleid en van aantekeningen voorzien door Michiel van Kempen en Wim Rutgers. Contact, Amsterdam 2005.
- Shrinivási 80 Jubileumbundel. Ed. by Michiel van Kempen & Effendi N. Ketwaru. Paramaribo 2006.
- Voor mij ben je hier; verhalen van de jongste generatie Surinaamse schrijvers. Meulenhoff, Amsterdam 2010.
- Bernardo Ashetu, Dat ik je liefheb; gedichten. In de Knipscheer, Haarlem 2011.

### Traduzioni
- Jit Narain, Waar Ben Je Daar/Báte huwán tu kahán. SSN, Paramaribo 1987. (introduction)
- Kardi Kartowidjojo, Kèhèng. Afd. Cultuurstudies Ministerie van Onderwijs, Paramaribo 1988. (with Johan Sarmo and Hein Vruggink)
- Kamala Sukul, Wandana. 's-Gravenhage 1989.
- Cándani, Ghunghru tut gail/ De rinkelband is gebroken. NBLC/ De Volksboekwinkel, 's-Gravenhage/Paramaribo 1990.

### Teatro
- De telefoon (1992).
- Burenruzies (1994).
- De eer van het lintje (1994, staged by Felix Burleson).
- Maatpak (staged by Felix Burleson, Rotterdam, February 2003)

### Scenari
- Brokopondo, verhalen van een verdronken land. (dir. by John Albert Jansen, broadcasted VARA, 1994).
- En nu de droom over is... De dichter Michaël Slory. (dir. by John Albert Jansen, broadcasted by VARA, 1996).
- Shrinivási: verlangen niet en eindelijk geen verdriet (dir. by Ram Soekhoe and Elles Tukker, OHM, 2001). (cooperation)
- Wie Eegie Sanie (dir. by John Albert Jansen, NPS, 2004). (cooperation)